# Basílio, o Velho
São Basílio, o Velho, foi criado em Neocesareia, na província romana do Ponto. Filho de Macrina Maior, acredita-se que Basílio mudou com a família para a costa do Mar Negro durante a perseguição aos cristãos sob o imperador romano Galério. Lá, ele se casou, com a ajuda de sua mãe, com Emélia de Cesareia, de uma família rica e filha de um mártir, e se assentou em Cesareia. Lá, ele e sua esposa, com a ajuda de Macrina, deram origem a uma das mais influentes famílias da história do cristianismo. De seus nove filhos, cinco são lembrados pelo nome e são considerados santos: Basílio Magno, Gregório de Níssa, Pedro de Sebaste, Naucrácio e Macrina, a Jovem.